# Generator AM signala
Generatori amplitudno-modulisanog (AM) signala proizvode sinusni ili amplitudno-modulisani napon. Obično se izrađuju za oblast učestanosti od 100 kHz do 100 MHz. Služe za ispitivanje radio uređaja, uređaja u visekanalnoj telefoniji, itd.
Na slici 1 prikazani su signali koji se pojavljuju u generatoru AM signala. Prvi je visokofrekvencijski signal sinusnog oblika, označen sa a. Drugi je niskofrekvencijski signal, označen sa b, koji se upotrebljava za amplitudnu modulaciju visokofrekvencijskog signala. Treći, označen sa v, je amplitudno modulisan i kod njega se amplitude visokofrekvencijskog signala mijenja u ritmu niskofrekvencijskog signala. Kada je niskofrekvencijski napon jednak nuli amplituda visokofrekvencijskog signala je jednaka njegovoj amplitudi, kada nije modulisan. Kada je niskofrekvencijski napon pozitivan i maksimalan amplitudno-modulisani signal je najveći i obrnuto. Blok šema generatora AM signala je prikazana na slici 2.
U oscilatoru se proizvodi sinusni napon, čija se učestanost može ručno mijenjati. Razdvojni pojačavač razdvaja oscilator od ostalih djelova generator kako ne bi uticali I mijenjali njegovu učestanost i napon. U modulatoru se vrsi amplitudna modulacija tj. utiskivanje niskofrekvencijskog signala u visokofrekvencijski. Ampitudna modulacija se može izvesti pomoću ugrađenog niskofrekvencijskog oscilatora koji ima obićno samo jednu učestanost. Pojačavačem se amplitudno modulisani signal pojačava, a zatim se slabi oslabljivačem.
Razdvojni pojačavač se najčešće izvodi kao pojačavač sa zajedničkim drejnom. Amplitudna modulacija se najčešće izvodi pomoću analognog množenja na diferencijalnom pojačavaću kao na slici 3, ili pomoću PIN diode.
Amplitudna modulacija pomoću analognog množenja se izvodi na sledeći način: niskofrekvencijski modulisani signal se dovede preko kondenzatora za spregu Cs na bazu tranzistora T3 a visokofrekvencijski se dovodi na baze tranzistora T1 i T2. Kada nema amplitudne modulacije kroz tranzistor T3 teče struja, i to je konstantna struja za diferencijalni par tranzistora T1 i T2. Visokofrekvencijski signal se pojačava ovim pojačavačem. Kada se na ulaz tranzistora T3 dovede niskofrekvencijski napon mijenja se pojačanje diferencijalnog para i na izlazu se dobije amplitudno modulisani napon. U pozitivnoj poluperiodi niskofrekvencijskog napona povišava se napon na bazi tranzistora T3, a samim tim i struja kroz njega. Povećavanjem struje kroz tranzistor T3 povećava se pojačanje T1 i T2 i na izlazu se dobije visokofrekvencijski napon. Ovo povičenje visokofrekvencijskog napona na izlazu diferencijalnog pojačavača odgovara trenutku t1, kao na slici 2. U negativnoj poluperiodi niskofrekvencijskog napona je obrnuto.
Amplitudno modulisani signal se vodi na pojačavač koji se izvodi kao širokopojasni i obično ima malo pojačanje. Umjesto njega se često koristi razdvojni pojačavač, jer je napon na izlazu modulatora dovoljno visok za vođenje na izlaz generatora. Oslabljivač na izlazu je obično sa izlaznom otpornošću 50 Ω. Napon na izlazu generatora AM signala se obišno moze mijenjati od nule do 1 V.

## Mjerenje stepena AM osciloskopom
Kada se posmatra AM-signal preko osciloskopa najcesce se ne mogu prepoznati pojedinacne periode visokofrekvencijskog napona zbog visoke ucestanosti i samo se vidi svijetlo polje oiviceno anvelopom koja je niskofrekvencijska komponenta AM signala.Na ekranu se dobije slika koju je tesko sinhronizovati jer se sinhronizacija izvodi visokofrekvencijskim signalom.
Stepen amplitudne modulacije se definise kao kolicnik amplitude niskofrekvencijskog i srednje amplitude visokofrekvencijskog napona i najčešće je u procentima:
- - amplituda niskofrekvencijskog napona
- - amplituda visokofrekvencijskog napona

## Literatura
- Osnovi elektronike, Radio-predajnici i radio-prijemnici, Državni sekretarijat za narodnu odbranu, Beograd, 1967.
- Vojna enciklopedija, Sedmi tom, 1974, Beograd: Vojnoizdavački zavod
- Osnovi elektronike, Radio-predajnici i radio-prijemnici, Državni sekretarijat za narodnu odbranu, Beograd, 1967.